# Heinz Büker
Heinz Büker (* 6. Juli 1941 in Oberhausen) ist ein ehemaliger deutscher Kanute.
Heinz Büker vom Alstadener Kanu-Club Oberhausen gewann seine erste internationale Medaille bei der Europameisterschaft 1961 in Posen. Zusammen mit Fritz Briel, Paul Lange und Friedhelm Wentzke siegte er in der 4-mal-500-Meter-Kajakstaffel. 1962 gewann Büker seinen ersten Deutschen Meistertitel im Einer-Kajak über 500 Meter, 1965 wiederholte er seinen Sieg, daneben belegte er bis 1967 viermal den zweiten Platz hinter Holger Zander. Mit Zander zusammen erreichte Büker 1963 sowohl bei der Weltmeisterschaft als auch bei der Europameisterschaft im Zweier-Kajak über 500 Meter den dritten Platz. Bei den Olympischen Spielen 1964 fanden bei den Männern nur Wettbewerbe über 1000 Meter statt; im Zweier-Kajak gewannen Büker und Zander die Bronzemedaille hinter Booten aus Schweden und den Niederlanden. 
Dafür wurden er und Zander am 11. Dezember 1964 mit dem Silbernen Lorbeerblatt ausgezeichnet.
1966 belegten Büker und Zander bei der Weltmeisterschaft über 500 Meter den zweiten Platz hinter dem rumänischen Zweier. Seine letzte internationale Medaille gewann Büker bei der Europameisterschaft 1967 in Duisburg. Zusammen mit Bernd Guse, Hans Günther und Holger Zander erhielt Büker die Bronzemedaille mit der Kajakstaffel.
Nach Abschluss seiner Sportlerkarriere war er bis zum Eintritt in den Ruhestand als Landestrainer beim Kanu-Verband Nordrhein-Westfalen tätig.
Heinz Büker ist verheiratet und hat zwei erwachsene Kinder.